# Обсерваторія Монпельє
Обсерваторія Монпельє — астрономічна обсерваторія, створена першій половині XVIII століття і проіснувала до початоку ХІХ століття у місті Монпельє, Франція. Також відома під назвою обсерваторія Бабот (фр. Observatoire de la Babote), начесть розташування у вежі Бабот.

## Історія обсерваторії
Обсерваторія була створена під керівництвом Королівського товариства наук між 1738 та 1745 роками у побудованій для цієї мети Вежі Бабот. Обсерваторія стала відомим астрономічним центром перед розпуском Королівського товариства наук під час Великої французької революції. 
В ранній історії обсерваторії можна виділити 3 періоди:
- 1739—1793 — академічна обсерваторія Королівського товариства наук.
- 1795—1810 — академічна обсерваторія Вільного товариства науки і художньої літератури (Société Libre des Sciences et Belles-Lettres).
- 1810—1832 року — Університет (Факультет наук).

З 1980-х років у вежі розташовується астрономічне товариство Монпельє (The Flammarion Astronomical Society of Montpellier). Обсерваторію було занесено до списку кодів обсерваторій Центру малих планет під номером «003», але публікацій астрометрії цієї обсерваторії немає. 
На честь обсерваторії названо астероїд (24948) Babote.

## Інструменти обсерваторії
- Телескоп системи Грегорі (D = 19.47 см або 7 дюймів 8 ліній, F = 6 футів 4.5 дюйма, виробництво: Nairne, London) - перше світло 15 грудня 1784 року, подарував телескоп Marechal Duc de Biron[3].
- Рефрактор виробництва Dollond (Dollond & Aitchison[en], Джон Доллонд, Пітер Доллонд).
- Рефрактор (f=60 см).
- Рефрактор (f=90 см).
- Квадрант з діаметром кола 2.43 м (1788).

- Квадрант 3.5 фути (1745 рік).
- Квадрант 17 дюймів (1745).
- Квадрант 2 фути (1755 рік).
- Рефрактор f=18 футів (1778).
- Квадрант R = 3.5 фути.

## Напрями досліджень
- Астрометричні спостереження.
- Взаємні явища у системі супутників Юпітера.
- Місячні затемнення.
- Сонячні затемнення.
- Визначення паралаксу під час проходження. Венери та Меркурія по диску Сонця.
- Спроби спостереження паралаксу у комет.
- Спостереження Сатурна.
- Спроби виявлення супутника Венери.

## Основні досягнення
За час роботи обсерваторії були зафіксовані: 28 місячних затемнень (9 повних), 11 сонячних затемнень, 4 проходження Меркурія по диску Сонця, 2 проходження Венери по диску Сонця, два проходження крізь площину кілець Сатурна, 9 комет і 19 полярних.
Зокрема, за допомогою телескопа системи Грегорі проведені наступні спостереження:
- Проходження Венери по диску Сонця в 1761  .
- Комета Галлея (1759).
- «Зникнення» кілець Сатурна в періоди рівнодення, коли спостерігач опиняється у площині кілець (1789 та 1802—1803 рр.).
- Проходження Меркурія по диску Сонця : 4. травня 1786, 5 листопада 1789, 7 травня 1799 і 9 листопада 1802.
- Місячні затемнення : 28 квітня 1790 року, 25 лютого 1793 року, 10-11 вересня 1802 року та 24 січня 1804 року.
- Сонячні затемнення : 5 вересня 1793 року, 24 червня 1797 року та 28 серпня 1802 року
- Уран незабаром після відкриття.
- Велика комета 1811 (82 спостереження з 4 вересня по 14 листопада).

## Відомі співробітники
- М. де Рат (M. de Ratte)[5]
- Ж. М. Феді (J.M. Faidit)
- Поутеван (Poitevin)
- Дюбуіке (Dubousquet)

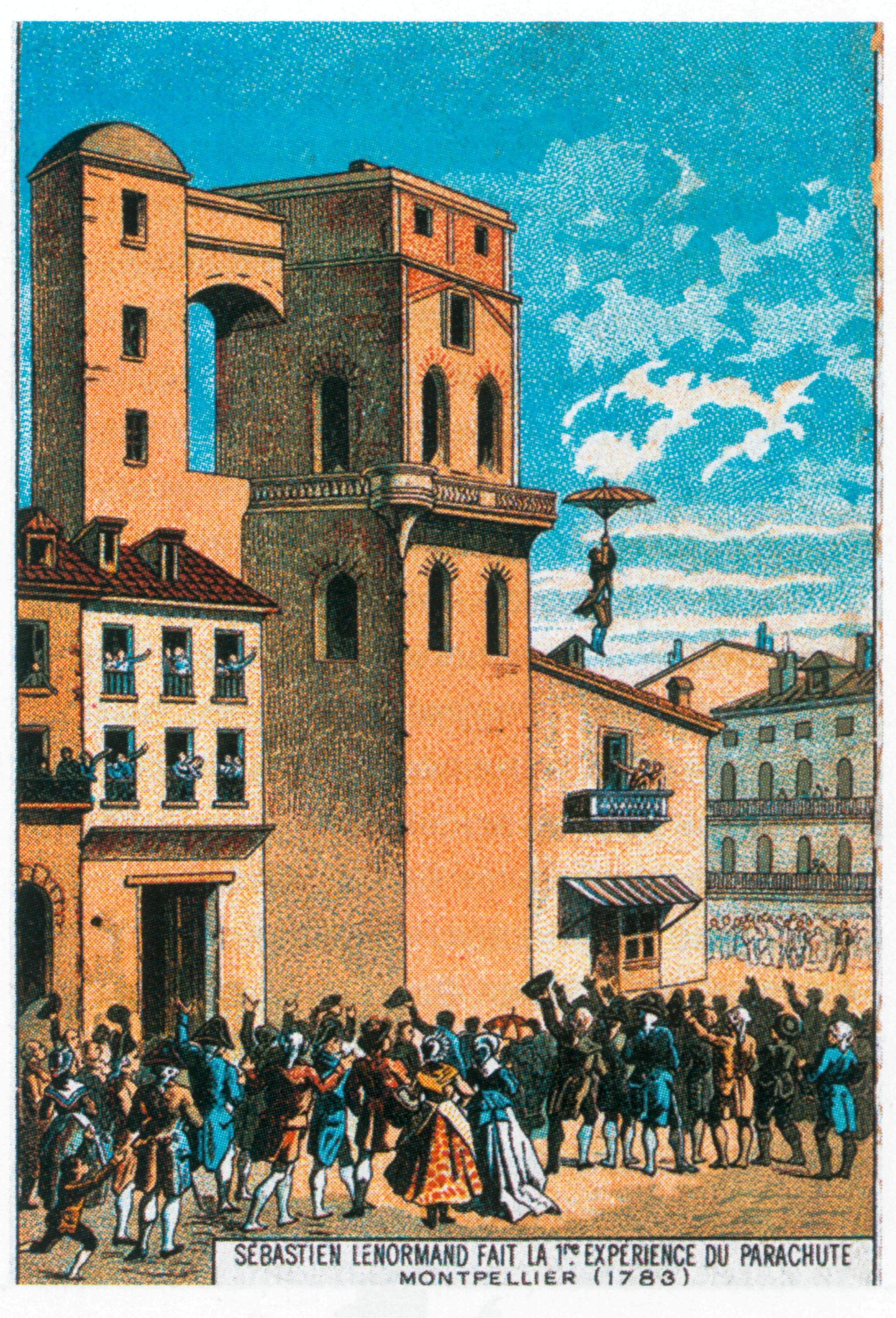
Стрибок Ленормана з вежі Монпелье обсерваторії, 1783 рік. Ілюстрація кінця 19-го століття.

- Карний та Колло (Carney et Collot)
- Августин Данізі (fr:Augustin Danyzy)
- Лаланд, Жозеф Жером Лефрансуа де - працював з квадрантом у 1774 році і склав за результатами роботи каталог координат зірок.
- Бартоломей Тандон (Barthélemy Tandon) спостерігав у 1761 році проходження Венери по диску Сонця (так само були присутні Etienne-Hyacinthe de Rotte та Jean-Baptiste Romieu).

## Цікаві факти
- 26 грудня 1783 року Луї-Себастьян Ленорман вперше у світі стрибнув із прототипом парашута з вежі обсерваторії Монпельє.
- Поруч є ще одна обсерваторія: Сад планет в Монпельє  (Le pavillon astronomique du Jardin de Plantes de Montpellier: de l'observatoire au planétarium, що знаходиться в Jardin des plantas de Montpellier [7]).